# Cuscús comú septentrional
El cuscús comú septentrional (Phalanger orientalis) és una espècie de marsupial de la família dels falangèrids. Viu a Indonèsia, Papua Nova Guinea i Salomó.